# Fier

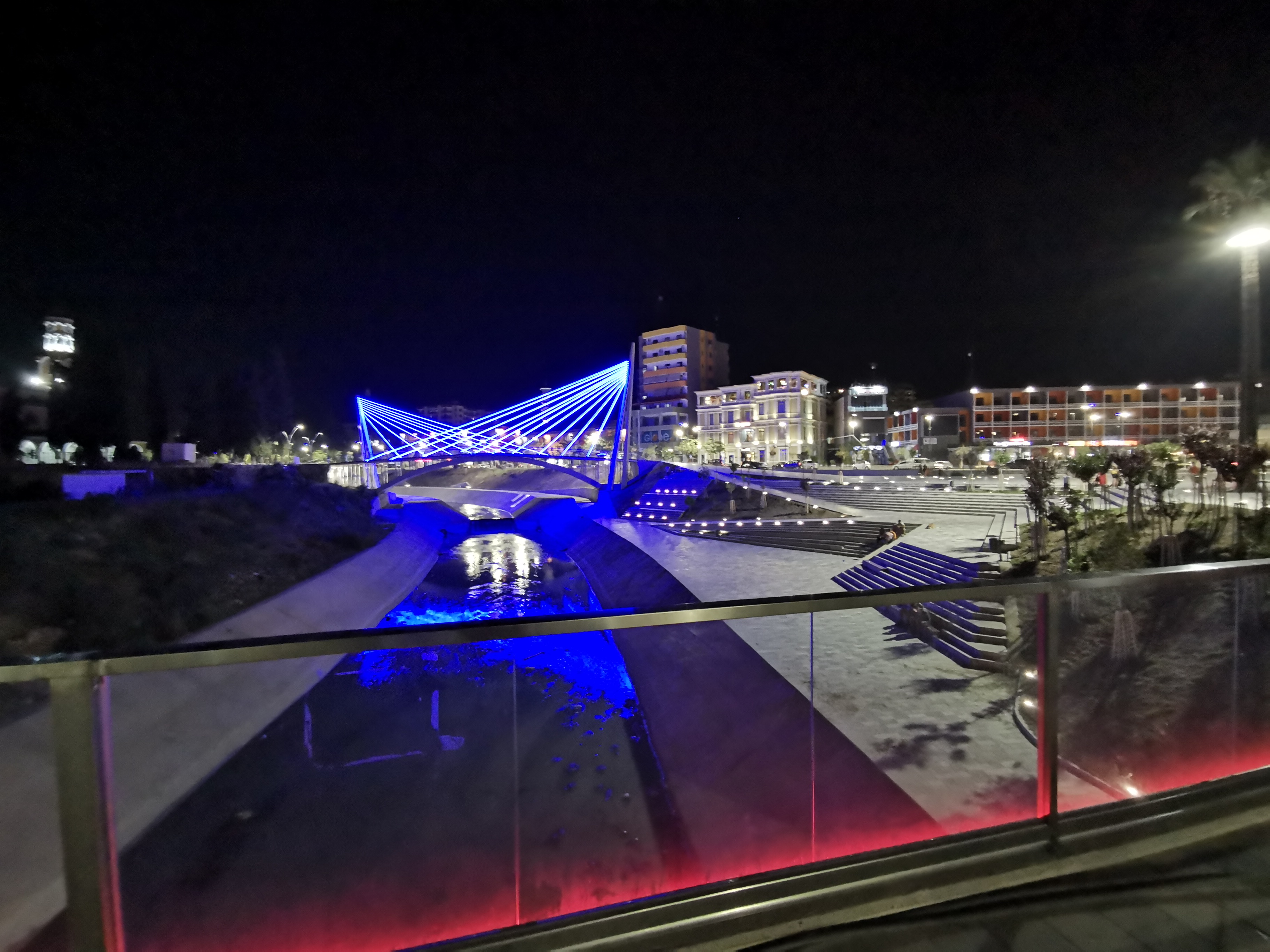
Fiume Gjanica e Piazza della Vittoria

Fier (in albanese Fieri) è un comune albanese, capoluogo della prefettura omonima, situato 80 km a sud-ovest della capitale Tirana.
Per la sua posizione geografica rappresenta un importante nodo stradale. La città ha una ricca storia ed è circondata da tre siti archeologici di importanza nazionale come Apollonia, Bylis e Ardenica. In seguito alla riforma amministrativa del 2015 sono stati accorpati a Fier i comuni di Cakran, Dermenas, Frakull, Levan, Libofshë, Mbrostar, Portëz, Qënder, Topojë, portando la popolazione complessiva a 120 655 abitanti (dati 2011).
È gemellata con la città statunitense di Cleveland. In vicinanza si trova il più grande giacimento petrolifero dell'Albania.

## Geografia fisica
Fier si trova nella pianura di Myzeqe, una grande area agricola, circa 15 km dal mare Adriatico, a circa 80 km a sud di Tirana. L'area della città di Fier (Bashkia) si estende su un'area di 78 km². La più grande espansione in direzione est-ovest è di 8,1 km, in direzione nord-sud 10,7 km. 
La città è sede di livello nazionale nella fertile Mach e l'altro nel livello Myzeqe. La città si trova alla confluenza dei fiumi Devoll e Osum. A sud di Fier ci sono le colline di Mallakastra. Fier è stata molte volte colpita da inondazioni e negli ultimi anni è stata protetta da questa calamità.
Nel clima Fier mediterraneo con estati calde e secche e piovose e inverni miti. Questo clima è noto anche come clima invernale delle precipitazioni. La piovosità media è di circa 90 mm nel mese di settembre ad aprile e un aumento di circa 100 mm. Le precipitazioni medie annuali circa 980-1000 mm. A lungo termine della temperatura media annuale (determinata negli anni 1961-1990) si basa su dati della stazione al Instituti i Meteorologjik Shqipërisë 15,2 °C. Il valore medio del 2004 è stata 16,4 °C. Nel 2005 e 2006, con uno scarto di 0,5 °C più caldo rispetto alla media. Fier ha una media di 2800 ore di sole all'anno.
| Fier                               | Mesi | Mesi | Mesi | Mesi | Mesi | Mesi | Mesi | Mesi | Mesi | Mesi | Mesi | Mesi | Stagioni | Stagioni | Stagioni | Stagioni | Anno  |
| Fier                               | Gen  | Feb  | Mar  | Apr  | Mag  | Giu  | Lug  | Ago  | Set  | Ott  | Nov  | Dic  | Inv      | Pri      | Est      | Aut      | Anno  |
| ---------------------------------- | ---- | ---- | ---- | ---- | ---- | ---- | ---- | ---- | ---- | ---- | ---- | ---- | -------- | -------- | -------- | -------- | ----- |
| T. max. media (°C)                 | 12   | 12   | 15   | 18   | 23   | 28   | 31   | 31   | 27   | 23   | 17   | 14   | 12,7     | 18,7     | 30       | 22,3     | 20,9  |
| T. min. media (°C)                 | 2    | 2    | 5    | 8    | 12   | 16   | 17   | 17   | 14   | 10   | 8    | 5    | 3        | 8,3      | 16,7     | 10,7     | 9,7   |
| T. max. assoluta (°C)              | 19   | 22   | 26   | 28   | 33   | 37   | 38   | 40   | 35   | 31   | 25   | 22   | 22       | 33       | 40       | 35       | 40    |
| T. min. assoluta (°C)              | −8   | −8   | −4   | −1   | 3    | 6    | 11   | 10   | 5    | −1   | −3   | −7   | −8       | −4       | 6        | −3       | −8    |
| Precipitazioni (mm)                | 135  | 152  | 128  | 117  | 122  | 86   | 32   | 32   | 60   | 105  | 211  | 173  | 460      | 367      | 150      | 376      | 1 353 |
| Eliofania assoluta (ore al giorno) | 4    | 4    | 5    | 7    | 8    | 10   | 11   | 11   | 9    | 7    | 3    | 2    | 3,3      | 6,7      | 10,7     | 6,3      | 6,8   |

## Storia
La storia della città è piuttosto giovane: fu fondata nel XVIII secolo come centro dei commerci, sebbene la presenza di asfalto e gas naturale nella zona fosse nota sin dal I secolo dopo Cristo. Nel XIV e XV secolo mercanti veneziani utilizzarono la città come centro di commercio dei prodotti agricoli provenienti dalla Musacchia.
Nel XIX secolo il centro visse una fase di crescita: nel 1864 assunse lo status di città, quando Kahreman Pasha Vrioni, il governatore locale, chiese ad alcuni architetti francesi di progettare il tessuto urbano come centro artigianale e agricolo. Nel 1864-1865 lungo il fiume Gjanica fu edificato un mercato che poteva accogliere 122 commercianti. I primi abitanti della città erano feudatari di Kahreman Pasha Vrioni e membri della famiglia Vlach/Aromuna, che abitava nella zona dagli inizi del XIX secolo.
Fin dal 1930 è noto che nell'area di Fier vi sia petrolio, ma fu l'industrializzazione dell'Albania sotto il regime comunista e il drenaggio del fiume Gjanica dopo la seconda guerra mondiale a dare la spinta decisiva allo sviluppo della città, che divenne in breve uno dei centri più importanti del paese. A quel tempo circa 2 000 persone vivevano a Fier.
Oggi Fier è sede di centrali termiche e fabbriche di fertilizzanti.

## Economia e trasporti
La città di Fier rappresenta uno dei nodi principali dell'economia albanese, essendo il centro industriale più importante del paese (industrie chimiche, bitume, olio). Fier è situato sull'asse principale che collega le città di Tirana e Durazzo con il sud dell'Albania. Inoltre rappresenta l'unico nodo di collegamento principale per la città di Argirocastro e la Grecia. Fa parte del sistema ferroviario del paese, anche se le ferrovie non sono utilizzate in grande numero.
La città ha subito un forte impatto di ristrutturazione, soprattutto con la nuova amministrazione di Armando Subashi, che ha investito grosse somme in migliorie per la città.
Fier è molto nota per la produzione di olio d'oliva di qualità. Insieme con le province di Valona, Berat ed Elbasan l'area di Fier contribuisce al 90% della produzione oleovinicola nazionale. La città è attiva anche nella produzione di zucchero, pane e prodotti caseari.
La centralità di Fier nell'economia albanese è testimoniata anche dall'inserimento della città sulla tratta del Gasdotto Trans-Adriatico, i cui lavori in città sono iniziati nel 2015 e dovrebbero completarsi nel 2020.

## Monumenti e luoghi d'interesse
Dodici chilometri ad occidente di Fier si trovano le rovine della città antica di Apollonia. La città ospita la cattedrale di San Giorgio mentre ad approssimativamente 15 chilometri a nord si trova il convento ortodosso di Ardenica.

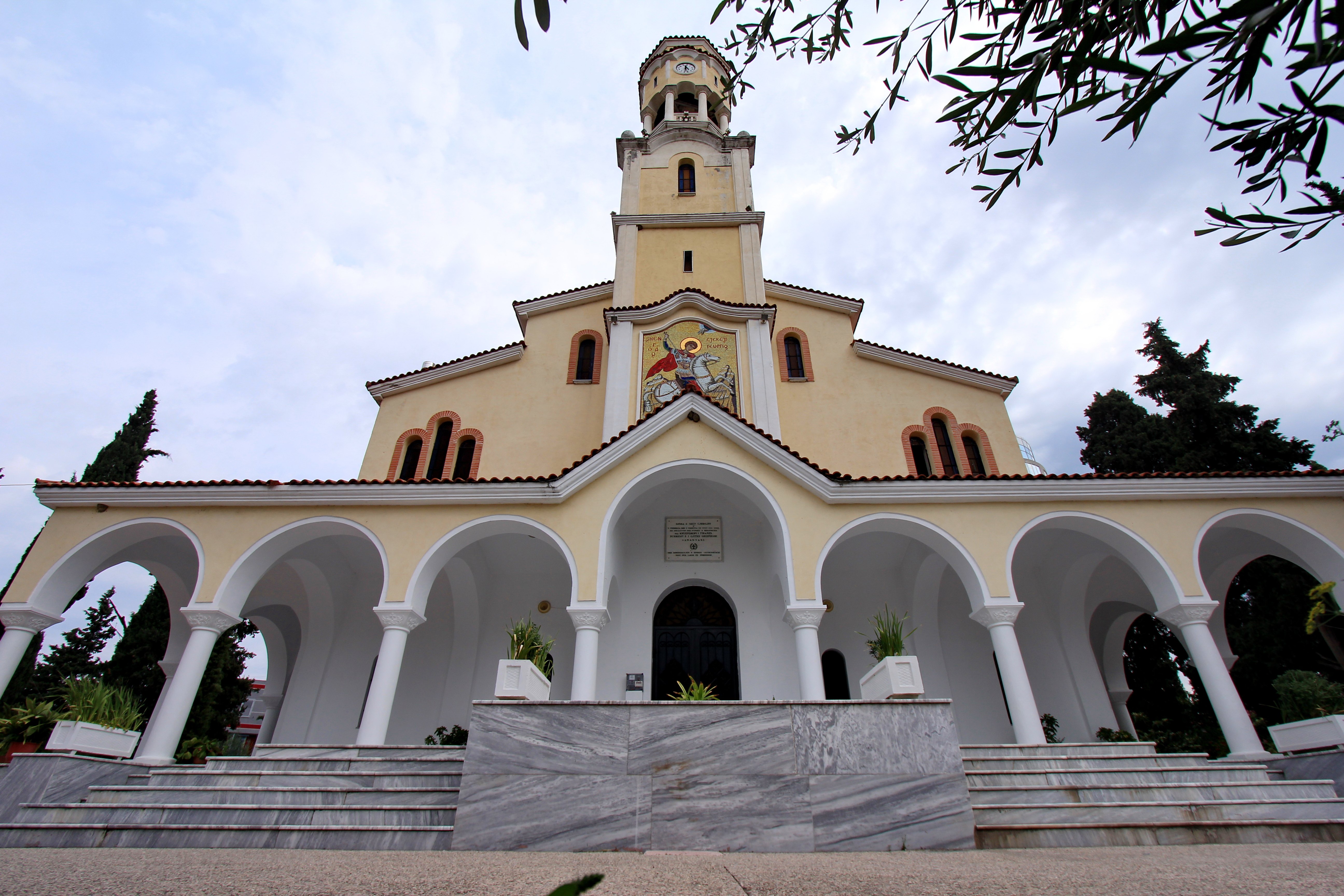
La cattedrale di San Giorgio, sede della metropolia di Apollonia e Fier.

Oltre al museo storico di Fier, che mostra delle copie e dei pezzi archeologici trovati nella zona, nei pressi di Apollonia è presente un piccolo museo, sistemato nei locali del convento, che mostra altri interessanti reperti.

## Amministrazione

### Gemellaggi
- Cleveland

## Sport
Le principali squadre di calcio di Fier sono l'Apolonia Fier (che ha militato nella Kategoria Superiore, la massima serie del campionato albanese) e il Çlirimi, mentre il principale club cestistico locale è il BC Apolonia.